# Jeffrey Bruinier
Jeffrey Bruinier (26 februari 1984) is een Nederlands voetballer en woont in IJsselstein.
Bruinier is met het CP-voetbalteam in 2008 uitgekomen voor Nederland op de Paralympische Zomerspelen die dat jaar gehouden werden in Peking.
In het dagelijks leven is hij Leraar